# 벨 수

5개의 원소의 집합의 분할. 총 52가지가 있으며, 따라서 이다.

4개의 원소의 집합의 분할. 총 15가지가 있으며, 따라서 이다.

조합론에서 벨 수(Bell數, 영어: Bell number)는 주어진 크기의 집합의 분할의 수를 세는 정수열이다. 12정도의 해 가운데 하나이며, 또한 푸아송 분포의 모멘트이다.

## 정의
n번째 벨 수(영어: Bell number) Bn은 n개의 원소들로 구성된 집합을 분할하는 방법의 가지수이다. 이는 n개의 원소들 사이의 동치 관계의 수로 생각할 수 있으며, 또 {\displaystyle n}행의 시에서 가능한 각운 패턴의 수로도 여길 수 있다.
제2종 스털링 수 {\displaystyle \textstyle \{{n \atop k}\}}는 {\displaystyle n}개의 원소들로 구성된 집합을 {\displaystyle k}개의 조각으로 분할하는 방법의 수이다. 따라서 벨 수는 제2종 스털링 수의 합이다.
{\displaystyle B_{n}=\sum _{k=0}^{n}\left\{{n \atop k}\right\}}

### 투샤르 다항식
투샤르 다항식(영어: Touchard polynomial) 또는 벨 다항식(영어: Bell polynomial)은 다음과 같은 다항식열이다.
{\displaystyle T_{n}(x)=\sum _{k=0}^{n}\left\{{n \atop k}\right\}x^{k}}
이는 음계산법을 써 다음과 같이 표기할 수 있다.:186–187 하강 포흐하머 기호는 이항형 다항식열을 이루므로, 다음과 같은 선형 범함수를 정의하자.
{\displaystyle L\colon \mathbb {Q} [x]\to \mathbb {Q} [x]}
{\displaystyle L\colon x^{n}\mapsto x^{\underline {n}}}
여기서 {\displaystyle x^{\underline {n}}}은 하강 포흐하머 기호이다. 이 범함수의 역범함수
{\displaystyle L\colon \mathbb {Q} [x]\to \mathbb {Q} [x]}
{\displaystyle L\colon x^{\underline {n}}\mapsto x^{n}}
를 생각하면,
{\displaystyle L(x^{n})=T_{n}(x)}
가 된다.
벨 수는 투샤르 다항식의 {\displaystyle x=1}인 값이다.
{\displaystyle B_{n}=T_{n}(1)=\sum _{k=0}^{n}\left\{{n \atop k}\right\}}
투샤르 다항식은 이항형 다항식열이다. 이에 대응하는 델타 작용소는 {\displaystyle D\mapsto \exp D-1}의 역함수인
{\displaystyle \log \left(1+{\frac {d}{dx}}\right)}
이다.

## 표
벨 수열의 값은 다음과 같다. (B0 = B1 = 1부터 시작한다.) (OEIS의 수열 A000110)
1, 1, 2, 5, 15, 52, 203, 877, 4140, 21147, 115975, …
투샤르 다항식열의 값은 다음과 같다.
{\displaystyle T_{0}(x)=1}
{\displaystyle T_{1}(x)=x}
{\displaystyle T_{2}(x)=x^{2}+x}
{\displaystyle T_{3}(x)=x^{3}+3x^{2}+x}
{\displaystyle T_{4}(x)=x^{4}+6x^{3}+7x^{2}+x}
{\displaystyle T_{5}(x)=x^{5}+10x^{4}+25x^{3}+15x^{2}+x}
{\displaystyle T_{6}(x)=x^{6}+15x^{5}+65x^{4}+90x^{3}+31x^{2}+x}

## 성질

### 점화식
투샤르 다항식과 벨 수는 다음과 같은 점화식을 만족시킨다.
{\displaystyle T_{n+1}(x)=x\sum _{k=0}^{n}{\binom {n}{k}}T_{n}(x)}
{\displaystyle B_{n+1}=\sum _{k=0}^{n}{\binom {n}{k}}B_{k}}
이는 음계산법으로 표기하면 다음과 같다.:187, Lemma 4.2.3
{\displaystyle L^{-1}(x^{n+1})=xL^{-1}\left((x+1)^{n}\right)}

### 도빈스키 공식
다음 공식은 도빈스키 공식(영어: Dobiński’s formula)라고 불린다.
{\displaystyle B_{n}={\frac {1}{e}}\sum _{k=0}^{\infty }{\frac {k^{n}}{k!}}}
이에 따라, {\displaystyle n}번째 벨 수는 기댓값이 1인 푸아송 분포
{\displaystyle \Pr(x=k)={\frac {1}{e}}{\frac {1}{k!}}}
의 {\displaystyle n}번째 모멘트이다.
이는 음계산법으로 다음과 같이 유도할 수 있다.:188, 4.2.4 우선
{\displaystyle \forall n\colon \exp x=\sum _{k=0}^{\infty }{\frac {x^{k}}{k!}}=\sum _{k=0}^{\infty }{\frac {x^{k}k^{\underline {n}}}{k!}}}
이다. 따라서,
{\displaystyle \operatorname {eval} _{x\mapsto 1}\circ L^{-1}\colon x^{\underline {n}}\mapsto 1={\frac {1}{e}}\sum _{k=0}^{\infty }{\frac {1}{k!}}\operatorname {eval} _{x\mapsto k}x^{\underline {n}}}
이므로,
{\displaystyle \operatorname {eval} _{x\mapsto 1}\circ L^{-1}={\frac {1}{e}}\sum _{k=0}^{\infty }{\frac {1}{k!}}\operatorname {eval} _{x\mapsto k}}
이다. 즉,
{\displaystyle B_{n}=\operatorname {eval} _{x\mapsto 1}L^{-1}(x^{n})={\frac {1}{e}}\sum _{k=0}^{\infty }{\frac {1}{k!}}k^{n}}
가 된다.

### 생성 함수
투샤르 다항식 및 벨 수는 다음과 같은 지수 생성 함수를 갖는다.
{\displaystyle \sum _{n=0}^{\infty }T_{n}(x){\frac {t^{n}}{n!}}=L^{-1}\exp(xt)=\exp(x(\exp(t)-1))}
{\displaystyle \sum _{n=0}^{\infty }B_{n}{\frac {t^{n}}{n!}}=\operatorname {eval} _{x\mapsto 1}L^{-1}\exp(xt)=\exp(\exp(t)-1)}
이는 음계산법을 사용하여 쉽게 유도할 수 있다.:186, Theorem 4.2.2 하강 포흐하머 기호의 델타 작용소는 전방 유한 차분
{\displaystyle \Delta f=f(x+1)-f(x)}
이며, 따라서
{\displaystyle L{\frac {d}{dx}}=\Delta L}
이다. 즉,
{\displaystyle {\frac {d}{dx}}L^{-1}=L^{-1}\Delta }
이다. 그런데
{\displaystyle \Delta \exp(xt)=\left(\exp(t)-1\right)\exp(xt)}
이므로
{\displaystyle {\frac {d}{dx}}L^{-1}\exp(xt)=\left(\exp(t)-1\right)L^{-1}\exp(xt)}
이다. 따라서
{\displaystyle L^{-1}\exp(xt)=\exp \left(x\left(\exp(t)-1\right)\right)}
이다.

### 적분 표현
지수 생성 함수에 코시 적분 정리를 사용하여, 투샤르 다항식과 벨 수를 다음과 같이 선적분으로 나타낼 수 있다.
{\displaystyle T_{n}(x)={\frac {n!}{2\pi i}}\oint _{\gamma }{\frac {\exp(x(\exp(z)-1))}{z^{n+1}}}\,dz}
{\displaystyle B_{n}=T_{n}(1)={\frac {n!}{2\pi i}}\oint _{\gamma }{\frac {\exp(\exp(z)-1)}{z^{n+1}}}\,dz}
여기서 {\displaystyle \gamma }는 원점을 시계 반대 방향으로 한 번 도는 임의의 폐곡선이다.

## 역사

52개의 겐지몬의 답안(:ja:香の図). 원래 겐지몬은 채색되어 있지 않으며, 색깔은 대응하는 집합의 분할을 구체적으로 보이기 위해 첨가하였다.

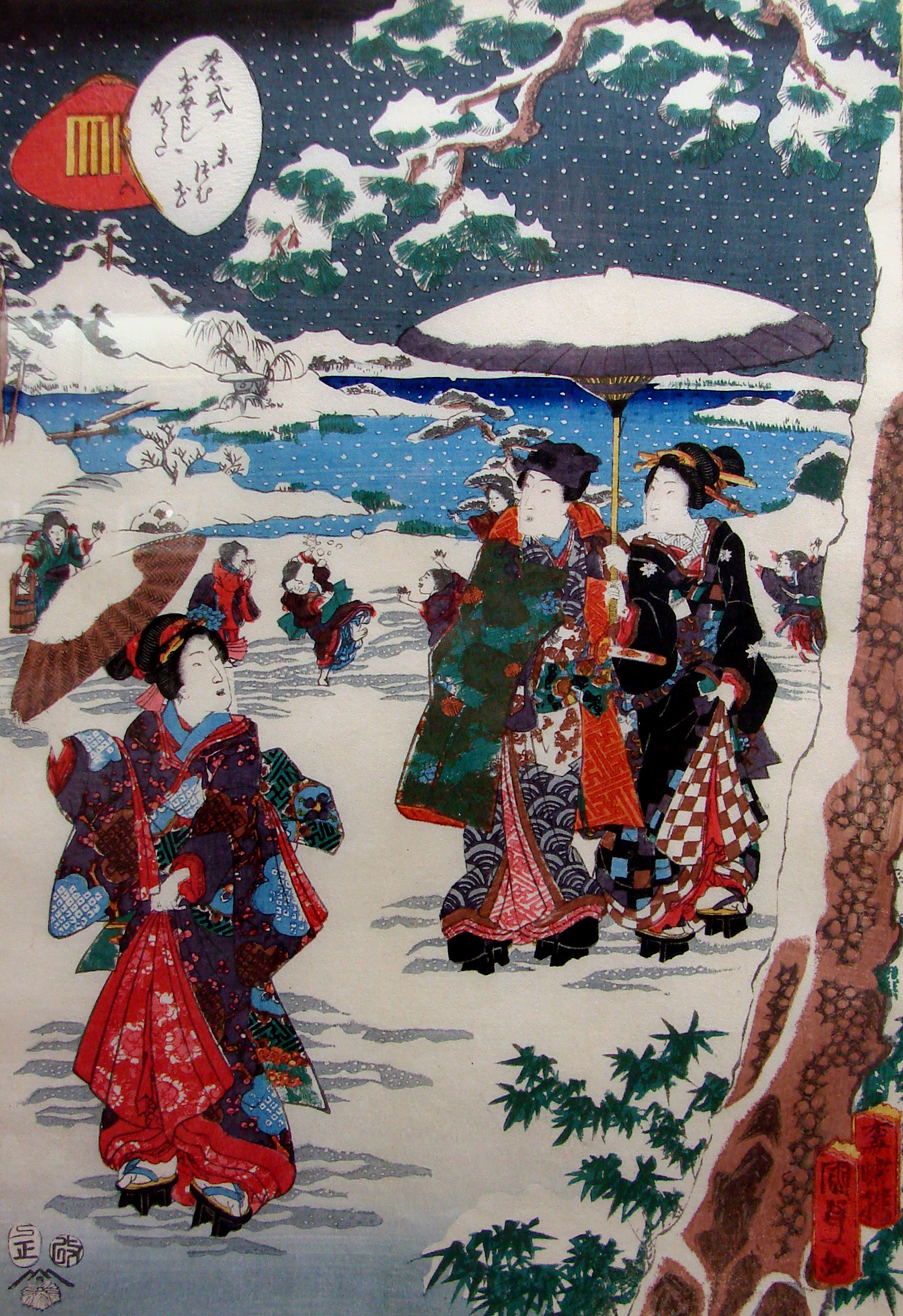
19세기 《겐지모노가타리》 삽화. 왼쪽 상단에 6장 〈스에쓰무하나〉(末摘花)에 대응하는 겐지몬이 표시돼 있다.

벨 수는 중세 일본 수학에서 최초로 등장한다. 《겐지모노가타리》에서의 한 일화로부터 겐지코(일본어: 源氏香)(c.f.ja:香道)라는 놀이가 등장했는데, 이 놀이에서는 5개의 향 가운데 어떤 것들이 같은 냄새의 향인지 구별하는 것이 목표이다. 가능한 해의 수는 벨 수에 따라 총 {\displaystyle B_{5}=52}가지다. 이 52가지의 벨 수는 겐지몬(일본어: 源氏紋)이라는 문양으로 나타내어져, 겐지모노가타리의 54개의 장의 각 표지에 표시되었다. (이 가운데 54장 〈유메 노 우키하시〉(일본어: 夢浮橋)에는 벨 수와 관계없는 겐지몬이 붙어 있으며, 35장 〈와카나 노 게〉(일본어: 若菜下) 와 42장 〈니오노미야〉(일본어: 匂宮)의 겐지몬은 모양이 다르지만 같은 집합의 분할에 대응한다.)
| 번호 | 제목             | 집합의 분할                                 |
| ---- | ---------------- | ------------------------------------------- |
| 1    | 기리쓰보         | 13, 2, 45                                   |
| 2    | 하하키기         | 1, 2, 3, 4, 5                               |
| 3    | 우쓰세미         | 1, 2, 3, 45                                 |
| 4    | 유가오           | 1, 2, 34, 5                                 |
| 5    | 와카무라사키     | 1, 23, 45                                   |
| 6    | 스에쓰무하나     | 1234, 5                                     |
| 7    | 모미지 노 가     | 1, 235, 4                                   |
| 8    | 하나 노 엔       | 1, 2, 35, 4                                 |
| 9    | 아오이           | 12, 3, 4, 5                                 |
| 10   | 사사키           | 123, 45                                     |
| 11   | 하나 치루 사토   | 1, 24, 35                                   |
| 12   | 스마             | 134, 25                                     |
| 13   | 아카시           | 1, 23, 4, 5                                 |
| 14   | 미오쓰쿠시       | 1, 245, 3                                   |
| 15   | 요모규           | 123, 4, 5                                   |
| 16   | 세키야           | 1, 234, 5                                   |
| 17   | 에아와세         | 13, 25, 4                                   |
| 18   | 마쓰카제         | 12, 34, 5                                   |
| 19   | 우스구모         | 1, 2345                                     |
| 20   | 아사가오         | 134, 2, 5                                   |
| 21   | 오토메           | 13, 2, 4, 5                                 |
| 22   | 다마카즈라       | 12, 345                                     |
| 23   | 하쓰네           | 13, 24, 5                                   |
| 24   | 고초             | 14, 235                                     |
| 25   | 호타루           | 124, 3, 5                                   |
| 26   | 도코나쓰         | 1, 2, 345                                   |
| 27   | 가가리비         | 1, 24, 3, 5                                 |
| 28   | 노와키           | 12, 3, 45                                   |
| 29   | 미유키           | 13, 245                                     |
| 30   | 후지바카마       | 14, 2, 3, 5                                 |
| 31   | 마키바시라       | 15, 24, 3                                   |
| 32   | 우메가에         | 1235, 4                                     |
| 33   | 후지 노 우라바   | 1, 25, 34                                   |
| 34   | 와카나 노 조     | 125, 34                                     |
| 35   | 와카나 노 게     | 124, 35 (분할은 42와 같지만, 겐지몬이 다름) |
| 36   | 가시와기         | 135, 2, 4                                   |
| 37   | 요코부에         | 145, 2, 3                                   |
| 38   | 스즈무시         | 15, 2, 34                                   |
| 39   | 유기리           | 14, 2, 35                                   |
| 40   | 미노리           | 14, 25, 3                                   |
| 41   | 마보로시         | 15, 2, 3, 4                                 |
| 42   | 니오노미야       | 124, 35 (분할은 35와 같지만, 겐지몬이 다름) |
| 43   | 고바이           | 1, 25, 3, 4                                 |
| 44   | 다케가와         | 15, 234                                     |
| 45   | 하시히메         | 1345, 2                                     |
| 46   | 시가모토         | 14, 23, 5                                   |
| 47   | 아게마키         | 145, 23                                     |
| 48   | 사와라비         | 12, 35, 4                                   |
| 49   | 야도리기         | 1245, 3                                     |
| 50   | 아즈마야         | 125, 3, 4                                   |
| 51   | 우키후네         | 15, 23, 4                                   |
| 52   | 가게로           | 135, 24                                     |
| 53   | 데나라이         | 12345                                       |
| 54   | 유메 노 우키하시 | (물결 모양, 집합 분할과 관계없음)           |

1877년에 폴란드의 구스타브 도빈스키(폴란드어: Gustaw Dobiński)가 오늘날 도빈스키 공식이라고 불리는, 벨 수에 대한 공식을 발표하였다. 벨 삼각형은 찰스 샌더스 퍼스가 1880년에, 알렉산더 에잇컨(영어: Alexander C. Aitken)이 1933년에 거론하였다.
스리니바사 라마누잔은 노트 2권 3장에서 투샤르 다항식과 벨 수에 대하여 연구하였으나, 출판하지 않았다.
에릭 템플 벨(영어: Eric Temple Bell)은 이 수들에 대하여 1934년부터 다루기 시작하였다. 벨은 원래 이 수들을 "지수적 수"(영어: exponential number)라고 불렀으나, 이후 벨을 기려 "벨 수"라고 불리게 되었다. 자크 투샤르(프랑스어: Jacques Touchard)는 투샤르 다항식을 1939년에 도입하였다.

## 같이 보기
- 집합의 분할
- 스털링 수
- 12정도
- 포흐하머 기호
- 음계산법
- 베르누이 수

## 참고 문헌
1. 1 2  Gardner, Martin (1978). “The Bells: versatile numbers that can count partitions of a set, primes and even rhymes”. 《Scientific American》 (영어) 238: 24–30. doi:10.1038/scientificamerican0578-24.
2. 1 2 3 4  Kung, Joseph P. S.; Rota, Gian-Carlo; Yan, Catherine H. (2009). 《Combinatorics: The Rota Way》. Cambridge Mathematical Library (영어). Cambridge University Press. doi:10.1017/CBO9780511803895. ISBN 978-0-521-88389-4. 2016년 3월 3일에 원본 문서에서 보존된 문서. 2015년 10월 28일에 확인함.
3. 1 2  Dobiński, G. (1877). “Summirung der Reihe {\displaystyle \textstyle \sum {\frac {n^{m}}{n!}}} für m = 1, 2, 3, 4, 5, …”. 《Archiv der Mathematik und Physik mit besonderer Rücksicht auf die Bedürfnisse der Lehrer an höheren Unterrichtsanstalten》 (독일어) 61: 333–336. JFM 09.0178.04.
4. ↑  Peirce, C. S. (1880). “On the algebra of logic”. 《American Journal of Mathematics》 (영어) 3 (1): 15–57. JFM 12.0041.01. JSTOR 2369442.
5. ↑  Aitken, A. C. (1933). “A problem in combinations”. 《Edinburgh Mathematical Notes》 (영어) 28: 18–23. doi:10.1017/S1757748900002334. JFM 59.0937.01. Zbl 0007.38907.
6. ↑  Ramanujan, Srinivasa (1957). 《Notebooks Vol. 2》 (영어). 뭄바이: Tata Institute of Fundamental Research.
7. ↑  Berndt, Bruce C. (2011년 4월). “Ramanujan reaches his hand from his grave to snatch your theorems from you” (PDF). 《Asia Pacific Mathematics Newsletter》 (영어) 1 (2): 8–13.
8. ↑  Bell, E. T. (1934). “Exponential polynomials”. 《Annals of Mathematics》 (영어) 35: 258–277. JFM 60.0295.01. JSTOR 1968431. Zbl 0009.21202.
9. ↑  Touchard, Jacques (1939). “Sur les cycles des substitutions”. 《Acta Mathematica》 70 (1): 243–297. doi:10.1007/BF02547349. ISSN 0001-5962. MR 1555449.